# Sittomat aire toulonnaise
 (décembre 2015).
Le Sittomat  (Syndicat intercommunal de transport et de traitement des ordures ménagères de l'aire toulonnaise) a été créé en 1979.

## Perspectives
La réalisation des objectifs fixés par le Grenelle de l'environnement est la priorité du Sittomat. En 2012, cela a permis la réduction de 15 % de déchets incinérés ou stockés et 75 % de déchets d'emballages ménagers recyclés. En 2015, 7 % de production d'ordures ménagères et 45 % de recyclage matière et organique des déchets ménagers ont été économisés.  
Le territoire géré par le Sittomat comporte deux spécificités :
- un habitat structuré de manière hétérogène avec environ autant de maisons individuelles que d'habitat regroupé et vertical ;
- un afflux estival de touristes qui augmente temporairement la population de 100 000 personnes.

## Structure
Les collectivités membres du Sittomat sont représentées par des délégués, dont les voix sont proportionnelles au nombre de tonnes de déchets gérées dans l'année. 
Le comité syndical est dirigé par le président du Sittomat.

## Missions
La mission du Sittomat se résume essentiellement à la gestion de l'ensemble des déchets de l'aire toulonnaise et de leur valorisation dans le respect des objectifs du Grenelle de l'environnement. Ce processus global se divise en plusieurs étapes :
- collecte et transport des déchets,
- gestion de la collecte sélective,
- valorisation énergétique et valorisation matière,
- stockage des déchets ne pouvant être valorisés,
- sensibilisation des administrés de l'aire Toulonnaise sur les bons gestes de tri des emballages ménagers.

## Moyens
Pour la réalisation de ses missions et l'atteinte des objectifs du Grenelle de l'environnement, le syndicat a mis en place un système de traitement multi-filières sur sa zone de compétence. Voici une brève description des différentes filières créées : 

### La valorisation énergétique
Le Sittomat est le maître d'ouvrage de l'unité de valorisation énergétique de l'Escaillon, à Toulon. Chaque année, 270 000 tonnes d'ordures ménagères sont traitées par combustion pour produire de la vapeur et de l'électricité. Enfin les déchets verts et certains emballages ménagers recyclables sont dirigés vers une unité de compostage, pour produire du compost utilisable en agriculture.
À la suite de ce processus, il faut encore traiter deux types de résidus : les mâchefers, qui vont servir de remblais pour la construction de routes notamment, et les Réfiom (résidus d'épuration des fumées d'incinération des ordures ménagères).

### La valorisation matière
Le Sittomat identifie et traite un maximum de déchets valorisables parmi près de 72 000 tonnes qui arrivent chaque année dans son réseau des 16 déchèteries.
Des composteurs sont présents dans chacune des 16 déchèteries. Des composteurs individuels gratuits sont mis à disposition des habitants pour leurs déchets verts.

### La collecte sélective
La collecte repose sur l'apport volontaire et le porte-à-porte.
L'apport volontaire consiste pour l'habitant à apporter lui-même ses déchets dans l’une des 2 000 colonnes présentes sur l’aire toulonnaise. Ces colonnes aériennes de 4 m3 reçoivent 3 types d’emballages ménagers recyclables : le verre, le papier-carton et les journaux-magazines, les bouteilles et flacons en plastique. Pour les boîtes-boissons en aluminium et acier, des bacs spéciaux de 200 litres ont été mis en place en apport volontaire.
Le porte-à-porte consiste à proposer aux habitants différents bacs de couleur pour effectuer le tri de leurs déchets ménagers. Deux dispositifs en porte-à-porte sont déployés en fonction des communes concernées : le dispositif en multi-matériaux (1 seul bac jaune recevant le papier-carton et les journaux-magazines, les bouteilles et flacons en plastique) et le dispositif en mono-matériau (2 bacs : l’un jaune pour le papier-carton et les journaux-magazines ; l’autre gris pour les bouteilles et flacons en plastique). 

### Le stockage
Trois centres de stockage des déchets ultimes sont gérés par le syndicat :
- le CDSU de classe III du Beausset, installation destinée à recevoir des produits inertes comme les gravats ;
- le CDSU de classe II de Pierrefeu qui reçoit les ordures ménagères non valorisables par l'unité de valorisation énergétique. La mise en décharge repose naturellement sur l'étanchéité du sol du site recevant les résidus ménagers ;
- le CDSU de classe I de Bellegarde, qui reçoit les REFIOM (Résidus d’Épuration des Fumées de l’Incinération des Ordures Ménagères).

Enfin le Sittomat gère une plateforme de maturation des mâchefers issus de l'UVE.

## Sources
- Site officiel
- Eco-emballages